# Steve Zahn
Steven James Zahn (ur. 13 listopada 1967 w Marshall) – amerykański aktor filmowy i telewizyjny.

## Życiorys

### Wczesne lata
Urodził się w Marshall w stanie Minnesota jako syn Zeldy, która pracowała dla YMCA, i Carletona Edwarda Zahna, emerytowanego pastora luterańskiego Missouri Synod. Jego ojciec był pochodzenia niemieckiego i szwedzkiego, a jego matka – niemieckiego. Zahn spędził część swojego dzieciństwa w Mankato w stanie Minnesota, gdzie ukończył Kennedy Elementary School, a później przeniósł się na przedmieścia Minneapolis. Edukację kontynuował w Robbinsdale Cooper High School i Gustavus Adolphus College. Studiował aktorstwo na Uniwersytecie Harvarda.

### Kariera
W 1990 roku trafił na szklany ekran w roli Spence’a w operze mydlanej ABC Wszystkie moje dzieci (All My Children). W latach 1992–93 występował na scenie jako Hugo Peabody w musicalu Bye, Bye, Birdie u boku Tommy’ego Tune’a. Później występował w nowojorskich teatrach w sztukach: Sophistry Jonathana Marca Shermana jako Willy w Playwrights Horizons Theatre (1993), Dzikie psy! (Wild Dogs!) jako Ringo w Malaparte Theatre Company, Theatre Row Theatre (1993), SubUrbia Erica Bogosiana jako Buff w Lincoln Center Theatre (1994), a także w stanie Minnesota w Biloxi Blues Neila Simona.
Na dużym ekranie debiutował w roli Jeremy’ego Tannera w filmie science fiction Cel uświęca środki (Rain Without Thunder, 1993) z udziałem Jeffa Danielsa, Frederica Forresta i Roberta Earla Jonesa, a następnie dostał rolę Sammy’ego Graya w komediodramacie Bena Stillera Orbitowanie bez cukru (Reality Bites, 1994) z Winoną Ryder i Ethanem Hawkiem.
W październiku 1995 pojawił się jako Duncan Sullivan, mąż Phoebe Buffay w jednym z odcinków sitcomu NBC Przyjaciele (Friends) – pt. „The One with Phoebe's Husband”. Jego przełomową rolą ekranową był Wayne Wayne Wayne Jr. (David) w komedii Marka Illsleya Happy, Texas (1999). Kreacja ta przyniosła mu Independent Spirit Award dla najlepszego aktora drugoplanowego, Nagrodę Specjalną Jury dla najlepszej roli komediowej oraz nominację do Nagrody Satelity dla najlepszego aktora w filmie komediowym lub musicalu.

## Filmografia

### Filmy fabularne
| Rok  | Tytuł                                                                   | Rola                            | Reżyser                                      |
| ---- | ----------------------------------------------------------------------- | ------------------------------- | -------------------------------------------- |
| 1993 | Cel uświęca środki (Rain Without Thunder)                               | Jeremy Tanner                   | Gary O. Bennett                              |
| 1994 | Orbitowanie bez cukru (Reality Bites)                                   | Sammy Gray                      | Ben Stiller                                  |
| 1995 | Karmazynowy przypływ (Crimson Tide)                                     | William Barnes                  | Tony Scott                                   |
| 1996 | Na przedmieściach (SubUrbia)                                            | Buff                            | Richard Linklater                            |
| 1996 | Dogonić słońce (Race the Sun)                                           | Hans Kooiman                    | Charles T. Kanganis                          |
| 1996 | Szaleństwa młodości (That Thing You Do!)                                | Lenny Haise                     | Tom Hanks                                    |
| 1998 | Moja miłość (The Object Of My Affection)                                | Frank Hanson                    | Nicholas Hytner                              |
| 1998 | Masz wiadomość (You’ve Got Mail)                                        | George Pappas                   | Nora Ephron                                  |
| 1998 | Co z oczu, to z serca (Out of Sight)                                    | Glenn Michaels                  | Steven Soderbergh                            |
| 1998 | Sejfmeni (Safe Men)                                                     | Eddie                           | John Hamburg                                 |
| 1999 | Happy, Texas                                                            | Wayne Wayne Wayne Jr. (David)   | Mark Illsey                                  |
| 1999 | Podróż przedślubna (Forces of Nature)                                   | Alan                            | Bronwen Hughes                               |
| 1999 | Stuart Malutki (Stuart Little)                                          | Monty the Mouth (głos)          | Rob Minkoff                                  |
| 1999 | Freak Talks About Sex                                                   | Freak                           | Paul Todisco                                 |
| 2000 | Hamlet                                                                  | Rozenkranc                      | Michael Almereyda                            |
| 2000 | Łańcuch szczęścia (Chain of Fools)                                      | Thomas Kresk                    | Pontus Löwenhielm, Patrick von Krusenstjerna |
| 2001 | Chłopaki mojego życia (Riding In Cars With Boys)                        | Raymond                         | Penny Marshall                               |
| 2001 | Twarda laska (Saving Silverman)                                         | Narrator / Wayne Lefessier      | Dennis Dugan                                 |
| 2001 | Chelsea Walls                                                           | Ross                            | Ethan Hawke                                  |
| 2001 | Prześladowca (Joy Ride)                                                 | Fuller Thomas                   | John Dahl                                    |
| 2001 | Dr Dolittle 2 (Dr. Dolittle 2)                                          | Archie (głos)                   | Steve Carr                                   |
| 2002 | Stuart Malutki 2 (Stuart Little 2)                                      | Monty (głos)                    | Rob Minkoff                                  |
| 2003 | Parasol bezpieczeństwa (National Security)                              | Hank Rafferty                   | Dennis Dugan                                 |
| 2003 | Pierwsza strona (Shattered Glass)                                       | Adam L. Penenberg               | Billy Ray                                    |
| 2003 | Małolaty u taty (Daddy Day Care)                                        | Marvin                          | Steve Carr                                   |
| 2004 | Ucieczka w milczenie (Speak)                                            | Jack                            | Mitch Rouse                                  |
| 2004 | Pracownik miesiąca (Employee of the Month)                              | Pan Freeman                     | Jessica Sharzer                              |
| 2005 | Sahara                                                                  | Al Giordino                     | Breck Eisner                                 |
| 2005 | Kurczak Mały (Chicken Little)                                           | Runt (głos)                     | Mark Dindal                                  |
| 2006 | SEXiPIStOLS (Bandidas)                                                  | Quentin Cooke                   | Joachim Rønning, Espen Sandberg              |
| 2007 | Operacja Świt (Rescue Dawn)                                             | Dwayne Martin                   | Werner Herzog                                |
| 2008 | Wspaniały Buck Howard (The Great Buck Howard)                           | Kenny                           | Sean McGinly                                 |
| 2008 | Hotelowa miłość (Management)                                            | Mike Flux                       | Stephen Belber                               |
| 2008 | Dzikie łowy (Strange Wilderness)                                        | Peter Gaulke                    | Fred Wolf                                    |
| 2008 | I wszystko lśni (Sunshine Cleaning)                                     | Mac                             | Christine Jeffs                              |
| 2008 | Opowieści dziwnej treści: 3 świnki (Unstable Fables: 3 Pigs and a Baby) | Świnka Sandy (głos)             | Howard E. Baker, Arish Fyzee                 |
| 2009 | Wyspa strachu (A Perfect Getaway)                                       | Cliff Anderson / Rocky          | David Twohy                                  |
| 2009 | Wspólnicy z przypadku (Night Train)                                     | Pete Dobbs                      | Brian King                                   |
| 2010 | Dziennik cwaniaczka (Diary Of A Wimpy Kid)                              | Frank Heffley                   | Thor Freudenthal                             |
| 2010 | Calvin Marshall                                                         | trener mały                     | Gary Lundgren                                |
| 2010 | Salesmen                                                                | Marvin                          | Raul Inglis                                  |
| 2011 | Dziennik cwaniaczka 2 (Diary Of A Wimpy Kid: Rodrick Rules)             | Frank Heffley                   | David Bowers                                 |
| 2012 | Dziennik cwaniaczka 3 (Diary Of A Wimpy Kid: Dog Days)                  | Frank Heffley                   | David Bowers                                 |
| 2013 | Rycerze (nie) na niby (Knights of Badassdom)                            | Eric                            | Joe Lynch                                    |
| 2013 | Rodzinka nie z tej Ziemi (Escape from Planet Earth)                     | Hawk (głos)                     | Callan Brunker                               |
| 2013 | Witaj w klubie (Dallas Buyers Club)                                     | Tucker                          | Jean-Marc Vallée                             |
| 2015 | Dobry dinozaur (The Good Dinosaur)                                      | Thunderclap – Pteranodon (głos) | Peter Sohn                                   |
| 2015 | The Ridiculous 6                                                        | Clem                            | Frank Coraci                                 |
| 2016 | Captain Fantastic                                                       | Dave                            | Matt Ross                                    |
| 2017 | Polegaj na mnie (Lean on Pete)                                          | Silver                          | Andrew Haigh                                 |
| 2021 | 8-bitowe święta (8-Bit Christmas)                                       | John Doyle                      | Michael Dowse                                |
| 2023 | U ciebie czy u mnie? (Your Place or Mine)                               | Zen                             | Alice Broth McKenna                          |

### Produkcje TV
| Rok       | Tytuł                                   | Rola                  | Informacje                                         |
| --------- | --------------------------------------- | --------------------- | -------------------------------------------------- |
| 1990      | Wszystkie moje dzieci (All My Children) | Spence                | odc. 5303                                          |
| 1993      | South Beach                             | Lane Bailey           | odc. „Pirates of the Caribbean”                    |
| 1995      | Przyjaciele (Friends)                   | Duncan                | odc. „The One with Phoebe's Husband”               |
| 1995      | Mike & Spike                            | Nick Pickles (głos)   | odc. „Person to Clothes”                           |
| 1995      | Picture Windows                         | Crook                 | odc. „Armed Response”                              |
| 1997      | Liberty! The American Revolution        | amerykański sierżant  | 4 odcinki                                          |
| 1998      | From the Earth to the Moon              | astronauta Elliot See | odc. „Can We Do This?”                             |
| 2008      | Comanche Moon                           | Augustus „Gus” McCrae | 3 odcinki                                          |
| 2008–2013 | Fineasz i Ferb (Phineas and Ferb)       | Swampy/Sherman (głos) | odc. „Dude, We're Gettin' the Band Back Together!” |
| 2009      | Detektyw Monk (Monk)                    | Jack Monk Jr.         | odc. „Mr. Monk's Other Brother”                    |
| 2009      | WWII in HD                              | Nolen Marbrey (głos)  |                                                    |
| 2010–2013 | Treme                                   | Davis McAlary         | 36 odcinków                                        |
| 2014      | Mind Games                              | Clark Edwards         |                                                    |
| 2014–2015 | Współczesna rodzina (Modern Family)     | Ronnie La Fontaine    |                                                    |
| 2015–2016 | Mad Dogs                                | Cobi                  |                                                    |
| 2021      | Biały Lotos                             | Mark Mossbacher       |                                                    |